# نصير عاروري
نصير عاروري (7 يناير 1934 - 10 فبراير 2015) هو باحث وناشط أمريكي وخبير في سياسات الشرق الأوسط والسياسة الخارجية الأمريكية في الشرق الأوسط وحقوق الإنسان. كان نصير أستاذًا فخريًا للعلوم السياسية، وعمل في هيئة التدريس جامعة ماساتشوستس في دارتموث من عام 1965 إلى عام 1998. في عام 1993، حصل على جائزة "البحث المتميز" من كلية الآداب والعلوم. تم الحفاظ على أوراق نصير وهي معروضة في أرشيفات مكتبة كلير تي كارني والمجموعات الخاصة في جامعة ماساتشوستس في دارتموث.

## النشأة
ولد في القدس، فلسطين الانتدابية عام 1934. كان والده مديرًا لمدرسة ثانوية في القدس، وكان هو وعائلته يقسمون وقتهم بين القدس وقرية برهام في الضفة الغربية، حيث لا يزال منزل العائلة قائمًا. هاجر نصير إلى الولايات المتحدة في عام 1954 من أجل مواصلة تعليمه الجامعي. وصل إلى سبرينغفيلد، ماساتشوستس، حيث كان شقيقه، سعيد، بالفعل طالبًا في الكلية الأمريكية الدولية (AIC). حصل على درجة البكالوريوس في التاريخ من الكلية الأمريكية الدولية ودرجة الدكتوراه من جامعة ماساتشوستس أمهرست. أثناء دراسته في الكلية الأمريكية الدولية، تم تبنيه من قبل الجالية اللبنانية الكبيرة في سبرينغفيلد وتزوج لاحقًا من جويس توماس، ابنة مهاجر لبناني. واستقر الزوجان في نهاية المطاف في بلدة دارتموث، ماساتشوستس.

## حياة مهنية
انتخب نصير لثلاث فترات متتالية كعضو في مجلس إدارة منظمة العفو الدولية ، الولايات المتحدة الأمريكية (1984-1990). وكان أيضًا عضوًا في مجلس إدارة منظمة هيومن رايتس ووتش /الشرق الأوسط ومقرها نيويورك، 1990-1992. كان عروري عضواً مؤسساً للمنظمة العربية لحقوق الإنسان في القاهرة وجنيف عام 1982، وعضواً في هيئة تحرير مجلة العالم الثالث الفصلية (لندن). شارك في صياغة العهد العربي لحقوق الإنسان تحت رعاية المعهد الدولي للدراسات العليا في العدالة الجنائية في سيراكوزا بإيطاليا في ديسمبر 1986. وكان عضواً في الهيئة الفلسطينية المستقلة لحماية حقوق المواطن (رام الله) منذ تأسيسها في يناير/كانون الثاني 1994، وعضواً في المجلس الاستشاري للمعهد الدولي للتحقيقات الجنائية في لاهاي. تحدث عروري في الأمم المتحدة وألقى الخطاب الرئيسي بمناسبة الذكرى الأربعين للإعلان العالمي لحقوق الإنسان بدعوة من اتحاد موظفي الأمم المتحدة، مقر الأمم المتحدة، نيويورك، في 9 ديسمبر 1988.[بحاجة لمصدر]
كان نصير عضوًا سابقًا في المجلس الوطني الفلسطيني، وهو البرلمان في المنفى للشعب الفلسطيني، وكان عضوًا في المجلس المركزي لمنظمة التحرير الفلسطينية. كان عضوًا مؤسسًا وشغل منصب رئيس جمعية خريجي الجامعات العربية الأمريكية (AAUG) مرتين. وكان أيضًا عضوًا مؤسسًا ورئيسًا سابقًا لمجلس إدارة معهد الأبحاث العربية، وعضوًا في مجلس إدارة صندوق القدس ولجنة مركز فلسطين التابع له.[بحاجة لمصدر]
تحدث نصير في الجامعات والمؤتمرات العلمية وظهر كضيف في وسائل الإعلام، بما في ذلك برنامج ساعة أخبار بي بي إس، وسي إن إن نيران متقاطعة، و سي إن إن لو دوبس الليلة (موني لاين)، وإيه بي سي نيوز، وسي-سبان، والجزيرة، وكان معلقًا على الإذاعة الوطنية العامة، وراديو باسيفيكا، و بي بي سي، وراديو مونت كارلو، وصوت أمريكا، وراديو بديل.[بحاجة لمصدر]
نشر نصير أعماله على نطاق واسع في الصحف والمجلات والمجلات العلمية في جميع أنحاء العالم. كان مؤلفًا ومحررًا للعديد من الكتب، وخاصة تلك التي تتناول موضوع السياسة الخارجية الأميركية تجاه الصراع الإسرائيلي الفلسطيني. تشمل منشورات نصير المقاومة الفلسطينية للاحتلال الإسرائيلي (مطبعة الجامعة الأمريكية بالقاهرة 1970)، عدو الشمس: قصائد المقاومة الفلسطينية، مع إدموند غريب (دار الطبول والرماح 1970)؛ الاحتلال: إسرائيل على فلسطين (مطبعة الجامعة الأمريكية بالقاهرة، 1983/دار زيد للنشر 1985؛ الطبعة الثانية، 1989) (اختارته مجلة اختيار جمعية المكتبات الأمريكية  كـ "كتاب أكاديمي متميز لعامي 1984/1985")؛ إعاقة السلام: الولايات المتحدة وإسرائيل والفلسطينيون (دار نشر الشجاعة المشتركة، 1995)، اللاجئون الفلسطينيون: حق العودة (بلوتو، 2001). "مراجعة الثقافة وإعادة اختراع السلام: تأثير إدوارد سعيد " مع محمد الشريدي (إنترلينك، 2001). وقد تُرجم كتابه "السمسار غير النزيه: الدور الأميركي في إسرائيل وفلسطين" (دار نشر ساوث إند 2003) إلى العربية والإسبانية والإيطالية. كان مؤلفًا مشاركًا (مع سميح فرسون) في كتاب فلسطين والفلسطينيون: تاريخ اجتماعي وسياسي. الطبعة الثانية، مطبعة ويستفيو (2006).[بحاجة لمصدر]
وكان من أشد المنتقدين لاتفاقيات أوسلو للسلام، حيث رأى في ذلك الوقت أنها بمثابة تنازل عن الحقوق المعترف بها دوليا للشعب الفلسطيني. وكان صريحاً بشكل خاص في انتقاده لمنظمة التحرير الفلسطينية، والسلطة الفلسطينية في وقت لاحق، بسبب تواطؤها في عملية وصفها بأنها توفر الإطار والغطاء لمزيد من الاستعمار الإسرائيلي للأراضي الفلسطينية.[بحاجة لمصدر]

## الحياة الشخصية
تزوج نصير من زوجته جويس (توماس) في عام 1961. لديهم أربعة أطفال وثلاثة عشر حفيدًا. توفي نصير بسبب مضاعفات مرض باركنسون في 10 فبراير 2015، عن عمر يناهز 81 عامًا.

## المنشورات
- المقاومة الفلسطينية للاحتلال الإسرائيلي (1970)
- عدو الشمس: قصائد المقاومة الفلسطينية، مع إدموند غريب (1970)
- الاحتلال: إسرائيل على فلسطين (محرر) (1983)
- عرقلة السلام: الولايات المتحدة وإسرائيل والفلسطينيون (1995)
- مراجعة الثقافة، إعادة اختراع السلام: تأثير إدوارد دبليو سعيد (محرر مشارك) (إنترلينك، 2001)
- اللاجئون الفلسطينيون: حق العودة (محرر) (دار بلوتو للنشر، 2001)
- السمسار غير النزيه: دور أمريكا في إسرائيل وفلسطين (دار نشر ساوث إند، 2003)
- فلسطين والفلسطينيون: تاريخ اجتماعي وسياسي، (الطبعة الثانية) (مع سميح فارسون) (دار نشر ويستفيو، 2006)
- الإرث المرير: الولايات المتحدة في الشرق الأوسط (كتب هاي ماركت مايو 2014)
- الإرهاب المقدس لإسرائيل بقلم ليفيا روكاش (مقدمة: نصير ح. نصير) (منشورات رابطة الخريجين الأمريكيين (AAUG) حوالي 1980، 1982، 1986)[بحاجة لمصدر]

## روابط خارجية
- "أوسلو: غطاء للغزو الإقليمي - مقابلة مع نصير عاروري"، مجلة الاشتراكية الدولية، ديسمبر/كانون الأول 2000 - يناير/كانون الثاني 2001
- قصص لم تُروَ: سعيد عروري، IMEU
- مقابلة مع ناصر عروري على اليوتيوب عام ١٩٩٤
- نبذة عن نصير عاروري في معهد التفاهم في الشرق الأوسط
- "نصير عاروري يلقي كلمة في منتدى جامعة ويسكونسن-أو كلير"، جامعة ويسكونسن-أو كلير، 29 أكتوبر 2001
- "الشخصية: نصير عاروري"، تقرير واشنطن حول شؤون الشرق الأوسط، يونيو 1987
- سيرة نصير عروري في مجلة الذات والآخرين